# Mișemorkov Han, Veliko Tărnovo
Mișemorkov Han (în bulgară Мишеморков Хан) este un sat în comuna Veliko Tărnovo, regiunea Veliko Tărnovo,  Bulgaria. 

## Demografie
Componența etnică a satului Mișemorkov Han
     Bulgari (100%)
     Nicio identificare (0%)
     Altele (0%)
La recensământul din 2011, populația satului Mișemorkov Han era de 5 locuitori. Din punct de vedere etnic, majoritatea locuitorilor (100,0%) erau bulgari. Pentru 0,0% din locuitori nu este cunoscută apartenența etnică.